# Kryoneri (Attica)
Kryoneri  este un oraș în Grecia în prefectura Attica.